# Bradley Stoke
Bradley Stoke este un oraș în comitatul Gloucestershire, regiunea South West, Anglia. Orașul aparține districtului unitar South Gloucestershire. 